# Aglymbus subsignatus
Aglymbus subsignatus är en skalbaggsart som beskrevs av Guignot 1952. Aglymbus subsignatus ingår i släktet Aglymbus och familjen dykare. Inga underarter finns listade i Catalogue of Life.